# Speonomus chardoni
Speonomus chardoni es una especie de escarabajo del género Speonomus, familia Leiodidae. Fue descrita por Abeille de Perrin en 1875. Se encuentra en Francia.

## Subespecies
Se reconocen las siguientes:
- S. c. aletinus
- S. c. chardoni
- S. c. hecatae
- S. c. pueli